# گرترود بلانچ

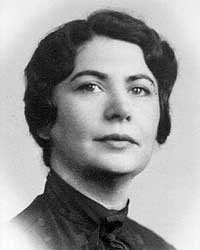

گرترود بلانچ (انگلیسی:Gertrude Blanch) (زاده ۲ فوریه ۱۸۹۷ در Kolno, امپراتوری روسیه (لهستان فعلی); درگذشته: ۱ ژانویه ۱۹۹۶) یکی از زنان پیشگام در زمینه آنالیز عددی و محاسباتی است.

## زندگی‌نامه
او در سال ۱۸۹۸ در لهستان به دنیا آمد و در سال ۱۹۰۷ به آمریکا مهاجرت کرد و در سال ۱۹۱۴ از دبیرستان مستقل بروکلین شرقی فارغ‌التحصیل شد. پس از آن در حدود چهارده سال در نیویورک به عنوان کارمند ساده کار می‌کرد؛ او فرصت پیدا کرد تا به تدریج هزینهٔ تحصیل خود در دانشگاه را جمع‌آوری کند. در سال ۱۹۲۸ به دانشگاه راه پیدا کرد و در سال ۱۹۳۶ دکتری ریاضی را از دانشگاه کرنل در زمینه هندسه تحلیلی دریافت کرد. مدتی پس از فارغ‌التحصیلی کار تدریس را در کالج هانتر شروع کرد.
در سال ۱۹۳۸ هماهنگ‌کننده فنی پروژه جداول ریاضی در نیویورک شد. در این پروژه، بلانچ ریاست یک گروه، شامل ۴۵۰ کاربر کامپیوتر که کار محاسبه جداول مربوط به توابع معروف ریاضیات را انجام می‌دادند، به عهده داشت. این گروه ۲۸ جدول از توابع معروف ریاضی را تهیه کردند که بسیاری از آنها حتی هیچ اشکال محاسباتی نیز نداشت و با در نظر گرفتن کامپیوترهای آن زمان بسیار مشکل بود.

## دوران جنگ جهانی دوم
در دوران جنگ جهانی دوم بلانچ همچنان بر روی پروژه جداول ریاضی کار می‌کرد و برخی از پروژه‌های محاسباتی ارتش و نیروی دریاییآمریکا نیز زیر نظر او انجام می‌گرفت.

## پس از جنگ
پس از جنگ ابتدا در مؤسسه آنالیز عددی در دانشگاه ایالتی کالیفرنیا، لس آنجلس مشغول به کار شد و سپس در آزمایشگاه تحقیقات فضایی، ناسا، تحقیقاتش را ادامه داد. او بیش از ۳۰ مقاله دربارهٔ موضوعات مختلفی از جمله تقریب توابع و آنالیز عددی به چاپ رساند. در سال ۱۹۶۴ به دلیل تحقیقات عمیق در ریاضیات کاربردی و به خصوص آنالیز عددی از رئیس‌جمهور وقت جایزه ای دریافت کرد.

## درگذشت
وی تا روزهای آخر عمرش فعالانه به تحقیق و مطالعه می‌پرداخت تا اینکه در سال ۱۹۹۶رخت از جهان بربست.